# Mari Mahrová
Mari Mahrová (nepřechýleně Mari Mahr; * 16. března 1941 Santiago de Chile) je maďarsko-britská fotografka.

## Životopis
Narodila se v Santiagu v Chile, kam její maďarští židovští rodiče uprchli během druhé světové války. Po válce se rodina přestěhovala zpět do Budapešti. Mahrovou ke studiu žurnalistiky inspiroval film Jeana-Luca Godarda U konce s dechem. Stala se také novinářskou fotografkou. V roce 1973 se přestěhovala do Londýna a pokračovala ve studiu fotografie na Polytechnic of Central London (nyní University of Westminster). Od té doby žije a pracuje v Londýně.
Mahrová měla více než 60 výstav po celém světě. British Council uspořádal retrospektivy fotografky v zemích jejího původu, Maďarsku a Chile. Získala Cenu Foxe Talbota od Národního muzea fotografie, filmu a televize v roce 1989. Kniha s názvem Mezi námi: Fotografie Mari Mahrové byla vydána v roce 1998 a obsahovala příspěvky publicistky Amandy Hopkinsonové.